# Didier Fassin
Didier Fassin (30 agosto 1955) è un antropologo e sociologo francese.

## Biografia
Didier Fassin è professore presso il dipartimento di scienze sociali dell'Institute for Advanced Study di Princeton e direttore di studi all’École des hautes études en sciences sociales di Parigi.
Dopo essersi laureato in Medicina, si specializza in medicina interna e malattie infettive all’ospedale della Pitié-Salpêtrière di Parigi, durante le fasi iniziali dell’epidemia di Aids. Presta servizio presso l’ospedale Home for the Dying di Calcutta e, per il suo servizio civile, in Tunisia. Queste esperienze lo portano a riorientare la propria carriera prima verso la sanità pubblica e poi verso le scienze sociali.
Dopo l’ottenimento di un master in epidemiologia e sanità pubblica, insegna presso l'università Pierre e Marie Curie di Parigi.
Tra il 1984 e il 1986 realizza in Senegal il suo primo studio di carattere antropologico, concentrandosi in particolare sul rapporto fra terapeuti e malati nei contesti urbani. Da questa ricerca trarrà la sua tesi di dottorato, sotto la supervisione di Georges Balandier, presso l’École des Hautes Études en Sciences Sociales.
La seconda esperienza di ricerca sul campo lo porterà in Ecuador, nel quadro di un programma dell’Institut français d’études andines. Lì, insieme alla moglie – la sociologa Anne-Claire Defossez – realizzerà uno studio sulle disuguaglianze di mortalità materna fra le popolazioni indiane.
Nel 2000, Didier Fassin avvia un programma di ricerca sulle questioni di salute, storiche e politiche dell’epidemia di Aids in Sudafrica, esperienza da cui trarrà il volume Quando i corpi ricordano. Nel frattempo, s’interessa attraverso ricerche etnografiche a questioni di precarietà, disuguaglianza e dominazioni in contesti quali il Venezuela e la Palestina.
Nel 1991 diventa professore di sociologia presso l’università Paris Nord e nel 1999 entra a far parte dell’École des Hautes Études en Sciences Sociales. Crea prima il CRESP (Centre de recherche sur la santé, le social et le politique) e poi, insieme all’antropologo Alban Bensa, il laboratorio multidisciplinare IRIS (Institut de recherche interdisciplinaire sur les enjeux sociaux), che dirige fino al 2010.
Nel 2009 Didier Fassin entra a far parte della School of Social Science dell’Institute for Advanced Study di Princeton, dove succede a Clifford Geertz.
A Princeton e Parigi, grazie a un “advanced grant” del Consiglio Europeo della Ricerca, dirige il programma di ricerca triennale “Towards a Critical Moral Anthropology”. Nel 2015 avvia poi un programma triennale di formazione per giovani studiosi provenienti da Sudamerica, Medio Oriente e Africa.
Nel 2016 riceve la Medaglia d’oro della Swedish Society for Anthropology and Geography. Nello stesso anno, viene invitato a tenere le Tanner Lectures presso l’Università della California - Berkeley e, prima volta per un antropologo, le Theodor W. Adorno Lectures a Francoforte, oltre all'intervento inaugurale della conferenza biennale dell'EASA, la Società europea degli antropologi sociali, all'università Milano-Bicocca. Nel 2014 è stato invitato a tenere la lezione di apertura del primo convegno della Società italiana di antropologia medica, presso La Sapienza di Roma. Nel 2018, è stato il primo scienziato sociale a ottenere il premio della Fondazione Nomis.
Fra le varie attività extraaccademiche, dal 1999 al 2003 Didier Fassin, fratello del sociologo Éric Fassin, è vicepresidente di Médecins sans frontières, che nel 1999 riceve il Premio Nobel per la pace. Dal 2006 diventa presidente del Comede (Comité pour la santé des exilés), organizzazione non governativa che si occupa dell’assistenza giuridica, sociale e medica a migranti e rifugiati.
Gli interessi di ricerca di Didier Fassin – dai temi di salute pubblica alla discriminazione razziale, dalla giustizia sociale alle politiche securitarie, dall’umanitarismo alle questioni politiche e morali delle società contemporanee – lo portano a essere una voce spesso interpellata anche nel dibattito pubblico. Dal momento della pubblicazione della sua opera La forza dell’ordine, Didier Fassin diventa un protagonista del confronto sociale sui temi della polizia, delle carceri e della punizione.

## Opere in italiano
- 2019 - Le vite ineguali. Quanto vale un essere umano, traduzione di Lorenzo Alunni, Feltrinelli.
- 2018 - Punire. Una passione contemporanea, traduzione di Lorenzo Alunni, Feltrinelli, Milano .
- 2018 - Ragione umanitaria. Una storia morale del presente, traduzione di Lorenzo Alunni, DeriveApprodi, Roma.
- 2016 - Quando i corpi ricordano. Esperienze e politiche dell'Aids in Sudafrica, traduzione di Lorenzo Alunni, Argo (Biblioteca di antropologia medica), Lecce.
- 2014 - Ripoliticizzare il mondo. Studi antropologici sulla vita, il corpo e la morale, traduzione di Chiara Pillotto, Ombre Corte, Verona.
- 2013 - La forza dell'ordine. Antropologia della polizia nelle periferie urbane, a cura di Lorenzo Alunni, La Linea, Bologna.

## Opere
- 2018 - La vie. Mode d'emploi critique, Seuil, Parigi.
- 2017 - Punir. Une passion contemporaine, Seuil, Parigi.
- 2017 - Le monde à l'épreuve de l'asile : Essai d'anthropologie critique, Société d'Ethnologie, Paris, 38 pp.
- 2015 - L’ombre du monde. Une anthropologie de la condition carcérale, Seuil, Parigi (versione inglese: Prison Worlds. An Anthropology of the Carceral Condition, Polity Press, Cambridge, 2016).
- 2015 - Four Lectures on Ethics. Anthropological Perspectives, con Michael Lambek, Veena Das e Webb Keane, Hau Books, Chicago.
- 2011 - La force de l’ordre. Une anthropologie de la police des quartiers, Seuil, Parigi (versione inglese: Enforcing Order. An Anthropology of Urban Policing, Polity Press, Cambridge, 2013).
- 2010 - La raison humanitaire. Une histoire morale du temps présent, Gallimard-Seuil-Hautes Études (versione inglese: Humanitarian Reason. A Moral History of the Present, University of California Press, Berkeley, 2011).
- 2008 - Faire de la santé publique, seconda edizione rivista, Éditions de l'Ecole des Hautes Etudes en Santé Publique, Rennes.
- 2007 - L’empire du traumatisme. Enquête sur la condition de victime, con Richard Rechtman, Flammarion, Parigi (edizione inglese: The Empire of Trauma. An Inquiry into the Condition of Victimhood, Princeton University Press, Princeton, 2009).
- 2006 - Quand les corps se souviennent. Expériences et politiques du sida en Afrique du Sud, La Découverte, Parigi (versione inglese: When Bodies Remember. Experience and Politics of AIDS in South Africa, University of California Press, Berkeley, 2007).
- 2000 - Les enjeux politiques de la santé. Études sénégalaises, équatoriennes et françaises, Karthala, Parigi.
- 1996 - L'espace politique de la santé. Essai de généalogie, Presses Universitaires de France, Parigi.
- 1992 - Pouvoir et maladie en Afrique. Anthropologie sociale de la banlieue de Dakar, Presses Universitaires de France, Parigi.

## Opere come curatore
- 2017 - Writing the World of Policing: The Difference Ethnography Makes, University of Chicago Press, Chicago.
- 2017 - If Truth Be Told: The Politics of Public Ethnography, Duke University Press, Durham.
- 2014 - Moral Anthropology. A Critical Reader, con Samuel Lézé, Routledge, Londra.
- 2012 - Moral Anthropology. A Companion, Wiley-Blackwell, Maldon.
- 2012 - Économies morales contemporaines, con Jean-Sébastien Eideliman, La Découverte, Parigi.
- 2011 - Juger, réprimer, accompagner. Essai sur la morale de l’État (con Yasmine Bouagga, Isabelle Coutant, Jean-Sébastien Eideliman, Fabrice Fernandez, Nicolas Fischer, Carolina Kobelinsky, Chowra Makaremi, Sarah Mazouz e Sébastien Roux), Seuil, Parigi (versione inglese: At the Heart of the State.The Moral World of Institutions, Pluto Press, Londra, 2015).
- 2010 - Les nouvelles frontières de la société française, La Découverte, Parigi.
- 2010 - L’état des savoirs de la santé publique, con Boris Hauray, La Découverte, Parigi.
- 2010 - Contemporary States of Emergency. The Politics of Military and Humanitarian Interventions, con Mariella Pandolfi, Zone Books, New York.
- 2008 - Les politiques de l’enquête. Epreuves éthnographiques, con Alban Bensa, La Découverte, Parigi.
- 2006 - De la question sociale à la question raciale ? Représenter la société française, con Éric Fassin, La Découverte, Parigi.
- 2005 - Les constructions de l’intolérable. Études d’anthropologie et d’histoire sur les frontières de l’espace moral, con Patrice Bourdelais, La Découverte, Parigi.
- 2004 - Le gouvernement des corps, con Dominique Memmi, Editions de l’Ecole des Hautes Études en Sciences Sociales, Parigi.
- 2001 - Critique de la santé publique. Une approche anthropologique, con Jean-Pierre Dozon, Balland, Parigi.
- 2000 - Les inégalités sociales de santé, con Annette Leclerc, Hélène Grandjean, Thierry Lang e Monique Kaminski, Inserm-La Découverte, Parigi.
- 1998 - Les figures urbaines de la santé publique. Enquête sur des expériences locales, La Découverte, Parigi.
- 1997 - Les lois de l'inhospitalité. Les politiques de l’immigration à l'épreuve des sans-papiers, con Alain Morice e Catherine Quiminal, La Découverte, Parigi.
- 1992 - Mujeres de los Andes. Condiciones de vida y salud, con Anne-Claire Defossez ee Mara Viveros, Universidad Externado de Colombia-IFEA, Bogotá.
- 1990 - Sociétés, développement et santé (with Yannick Jaffré), Ellipses, Parigi.